# 스위스 로망드 관현악단

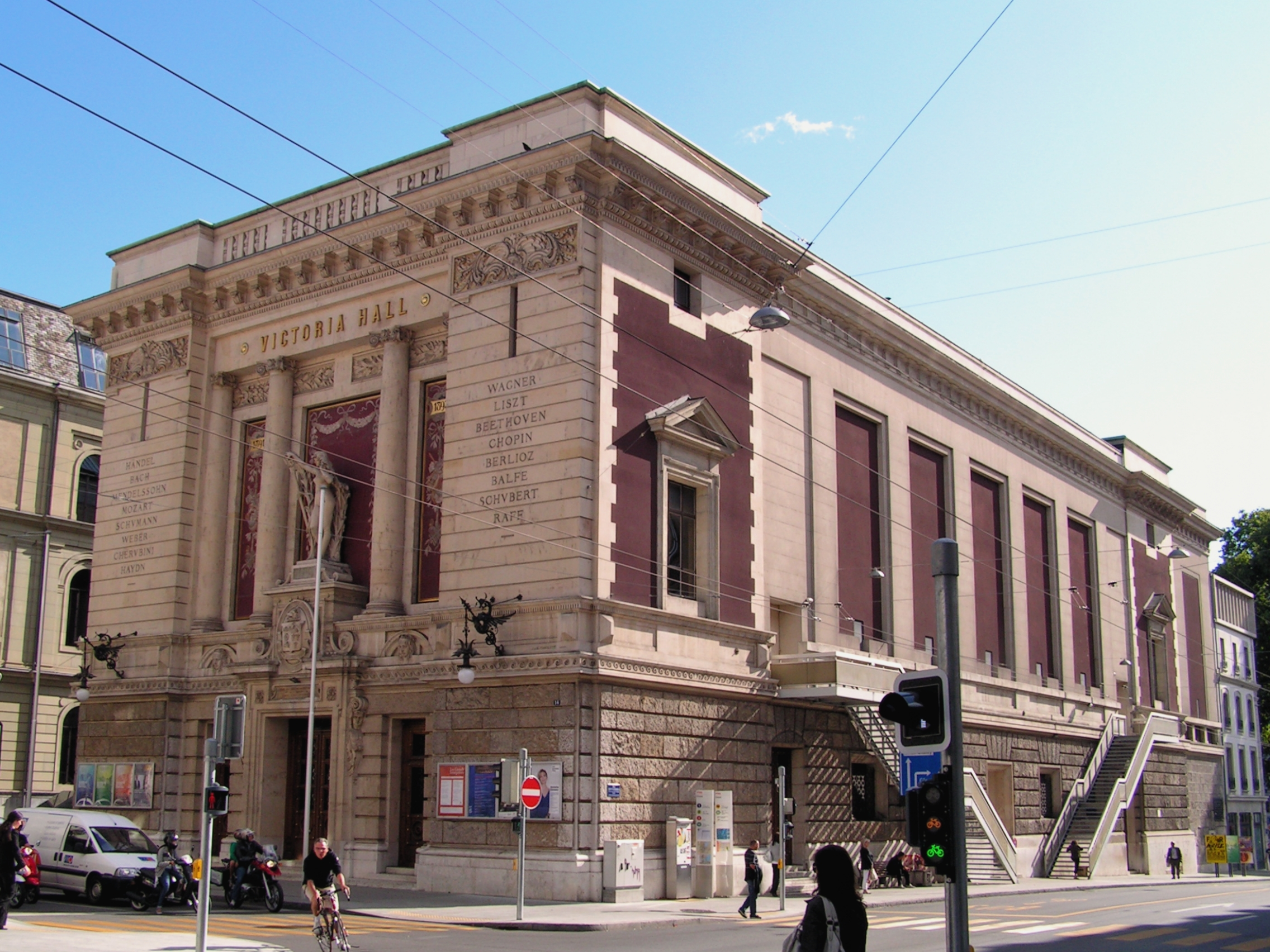

스위스 로망드 관현악단(프랑스어: Orchestre de la Suisse Romande)은 주네브(제네바)를 거점으로 하는 스위스의 대표적인 관현악단이다.

## 역사
1918년에 지휘자 에르네스트 앙세르메가 스위스 정부의 지원을 받아 창단했으며, 그 뒤 주네브뿐 아니라 로잔을 비롯한 프랑스어권 지역과 스위스 방송이 차례로 악단 재정 지원에 참가했다. 1938년에는 로잔 방송 교향악단을 합병하는 등 대규모 악단으로 성장했으며, 오페라나 발레 등 무대 작품의 공연과 루체른 축제에도 참가했다. 앙세르메는 1967년에 퇴임할 때까지 50년 가까이 음악 감독으로 재임하면서 악단의 명성 확립에 크게 기여했다.
앙세르메의 후임으로는 파울 클레츠키가 임명되었으나, 4년 간의 단기 재임 후 볼프강 자발리슈와 호르스트 슈타인이 차례로 자리를 이어받았다. 그러나 이들은 이렇다할 두드러진 활동을 하지는 못했고, 앙세르메 퇴임 후 악단원들의 퇴임과 교체도 빈번해지면서 연주력 하락을 부채질하고 있었다. 슈타인의 후임으로 임명된 아르맹 조르당이 본격적인 악단 재건에 착수하기 시작했고, 특히 프랑스 레퍼토리의 연주력 강화에 힘썼다.
조르당이 1997년에 사임한 뒤로는 파비오 루이시와 핀하스 슈타인베르크가 차례로 재임했으며, 2005년에는 마렉 야노프스키가 8대 음악 감독으로 부임했었다.

## 주요 활동
초대 지휘자였던 에르네스트 앙세르메가 자신의 개인 관현악단이라고 불릴 만큼 집중적으로 육성한 단체였고, 전속사였던 데카에 수많은 녹음들을 남겨 놓고 아르튀르 오네게르와 프랑크 마르탱 같은 자국 작곡가들의 작품을 초연하는 등 전성기를 누렸다. 그러나 앙세르메가 물러난 뒤로는 계속 하향세를 보여 왔으며, 조르당 재임기에도 예전의 명성을 완전히 되찾지는 못했다는 평을 받았다. 그러나 단원들의 자성 노력과 스위스 정부의 적극적인 지원 등으로 점차 회복기에 있으며, 여전히 스위스의 대표적인 관현악단으로 자리매김하고 있다.
주요 공연장으로는 창단 때부터 주네브의 빅토리아 홀을 사용하고 있으나, 1984년에 화재 사고로 인해 몇 년 동안 다른 공연장을 사용하기도 했다. 현재 다시 빅토리아 홀에서 상주하고 있으며, 로잔의 보리외 극장에서도 자주 공연하고 있다. 앙세르메 재임기에는 빌헬름 푸르트벵글러나 칼 슈리히트 등의 객원 지휘자들도 자주 초빙했으며, 이후에도 발터 벨러나 세르주 코미쇼나 등의 지휘자들이 객원으로 지휘했다.
녹음 활동은 앙세르메 이후로 급격히 줄었으며, 클레츠키와 자발리슈, 슈타인도 소량의 레코드를 발매하는데 그쳤다. 조르당 재임기에 에라토를 중심으로 녹음 작업이 다시 활발해지기 시작했고, 루이시는 베르디의 초기 오페라를 비롯한 이색적인 녹음들을 발표하기도 했다. 후임자들인 슈타인베르크와 야노프스키는 이렇다할 녹음을 남기고 있지 않고 있었으나, 최근 야노프스키의 지휘로 브루크너의 교향곡 전집 녹음이 펜타톤에서 시작되었다.

## 역대 음악 감독
- 에르네스트 앙세르메 (1918-1967년)
- 파울 클레츠키 (1967-1970년)
- 볼프강 자발리슈 (1970-1980년)
- 호르스트 슈타인 (1980-1985년)
- 아르맹 조르당 (1985-1997년)
- 파비오 루이시 (1997-2002년)
- 핀하스 슈타인베르크 (2002-2005년)
- 마렉 야노프스키 (2005년-2012년)
- 네메 예르비 (2012년-2015년)
- 조나단 노트 (2015-?)